# Cantonul Posavina
Cantonul Posavina este una dintre cele 10 unități administrativ-teritoriale de gradul I  ale statului  Bosnia și Herțegovina (Federația Bosniei și Herțegovinei). Are o populație de 62.748 locuitori. Reședința sa este orașul Odžak.